# Седвож (приток Малого Кодача)
Седвож — река в России, протекает по Троицко-Печорскому району Республики Коми. Устье реки находится в 13 км от устья реки Малый Кодач по левому берегу. Длина реки составляет 16 км.
Исток реки в 41 км к северу от города Троицко-Печорск. В верхнем и среднем течении течёт на северо-восток, в нижнем поворачивает на восток. Всё течение проходит по ненаселённому заболоченному таёжному лесу. Впадает в Малый Кодач в 10 км к западу от деревни Скаляп.

## Данные водного реестра
По данным государственного водного реестра России относится к Двинско-Печорскому бассейновому округу, водохозяйственный участок реки — Печора от истока до водомерного поста у посёлка Шердино, речной подбассейн реки — Бассейны притоков Печоры до впадения Усы. Речной бассейн реки — Печора.
Код объекта в государственном водном реестре — 03050100112103000060320.